# Gudetama
Gudetama (ぐでたま?) è un personaggio dei cartoni animati prodotto dalla società giapponese Sanrio. È un tuorlo d'uovo antropomorfo, i quali tratti caratteristici sono la pigrizia e la tristezza.
Il nome Gudetama è formato da due parti: la prima parte è un'onomatopea, gudegude (ぐでぐで?), che viene utilizzata per descrivere qualcosa di pigro e privo di energia. La seconda parte deriva dalla parola giapponese tamago (たまご?) che significa uovo. Pertanto Gudetama può essere tradotto in inglese come "uovo pigro". La personalità e l'aspetto di Gudetama coincidono con il suo nome, in quanto è un uovo depresso.
Originariamente destinato al mercato dei preadolescenti, Gudetama ha guadagnato popolarità tra adolescenti e adulti poiché incarna le difficoltà di sopravvivere nella società moderna; di conseguenza, il target si è allargato ai millennial. Nel 2019, Gudetama era il terzo personaggio più redditizio della Sanrio. La sua prima apparizione in televisione è avvenuta grazie a degli sketch della durata di un minuto trasmessi su TBS dal 2014 al 2020; in seguito, è protagonista della serie Netflix Gudetama: Un nuovo viaggio, distribuita sulla piattaforma a partire dal 13 dicembre 2022. Sono stati creati anche videogiochi e fumetti basati sul personaggio; aeroplani e treni sono stati decorati a tema Gudetama, così come i piatti a base di uova di alcuni ristoranti. Gudetama appare anche su una varietà di prodotti quali abbigliamento, cancelleria e giocattoli.

## Cultura
Il fattore culturale associato alla tendenza popolare di Gudetama può essere attribuito alla cultura kimo-kawaii e la cultura alimentare giapponese. Queste due culture possono spiegare la crescita di Gudetama e le ragioni dietro la sua popolarità.

### Kimo-kawaii
A differenza dei personaggi positivi e adorabili della cultura kawaii, Gudetama è più probabilmente un simbolo della cultura kimo-kawaii (letteralmente "inquietante-carino" o "disgustoso-carino"). Infatti, nonostante l'aspetto tenero, Gudetama si mostra depresso, lamentandosi sempre della sua vita difficile.

## Media

### Serie animata della TBS
Dal 31 marzo 2014 una serie animata di Gudetama è trasmessa da sabato a lunedì in una sezione del notiziario del mattino su Tokyo Broadcasting System denominata あさチャン！. Ogni episodio dura approssimativamente un minuto. Nel 2017 aveva quasi raggiunto i 1000 episodi.

### Gudetama: Un nuovo viaggio
La serie televisiva animata/live action Gudetama: Un nuovo viaggio (Gudetama: An Eggcellent Adventure) è stata distribuita dalla piattaforma streaming Netflix a partire dal 13 dicembre 2022, per un totale complessivo di dieci episodi. La serie, diretta da Motonori Sakakibara, racconta il viaggio di Gudetama e del pulcino Shakipiyo alla ricerca della loro madre. Shunsuke Takeuchi dà la voce al protagonista e alle altre ventiquattro uova presenti nella serie, mentre Shakipiyo è doppiato da Seiran Fukushima. Nella versione in italiano, curata da Massimiliano Virgilii, Gudetama è doppiato da Federico Campaiola, mentre Shakipiyo da Sofia Fronzi. La sigla è Gudetama March, brano eseguito dal membro dei Southern All Stars Yūko Hara.

## Prodotti
Concepito inizialmente per un pubblico preadolescente, Gudetama è divenuto popolare anche fra gli appartententi della generazione Y. Le esportazioni dei prodotti a tema Gudetama vengono esportate in Cina, Singapore, Corea del Sud e Regno Unito. Dopo due anni dalla creazione del personaggio, la Sanrio spedì in Giappone circa 2 000 prodotti a tema, dalle matite alle valigie.

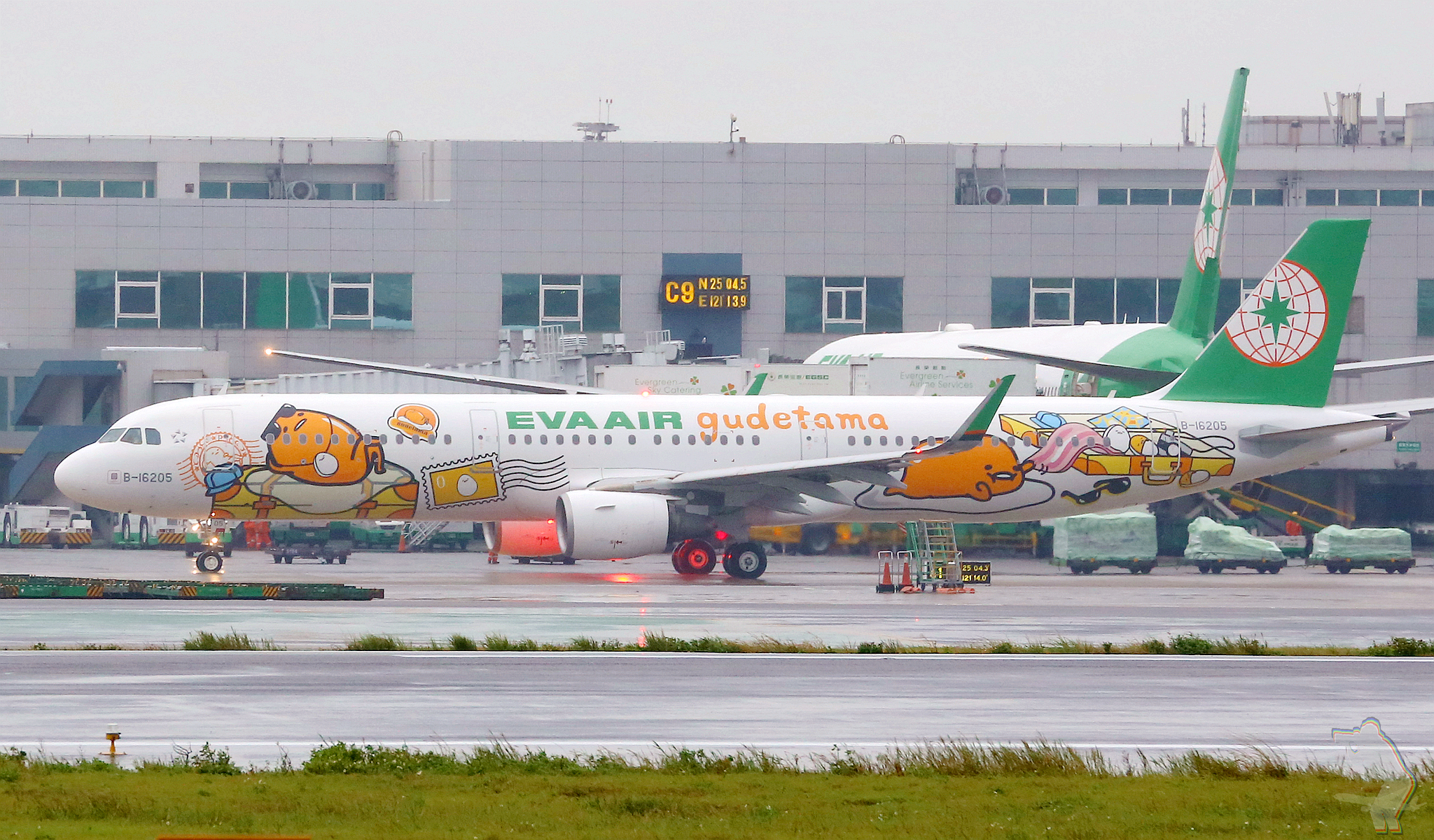
Un Airbus A321-200 della Eva Air decorato a tema Gudetama
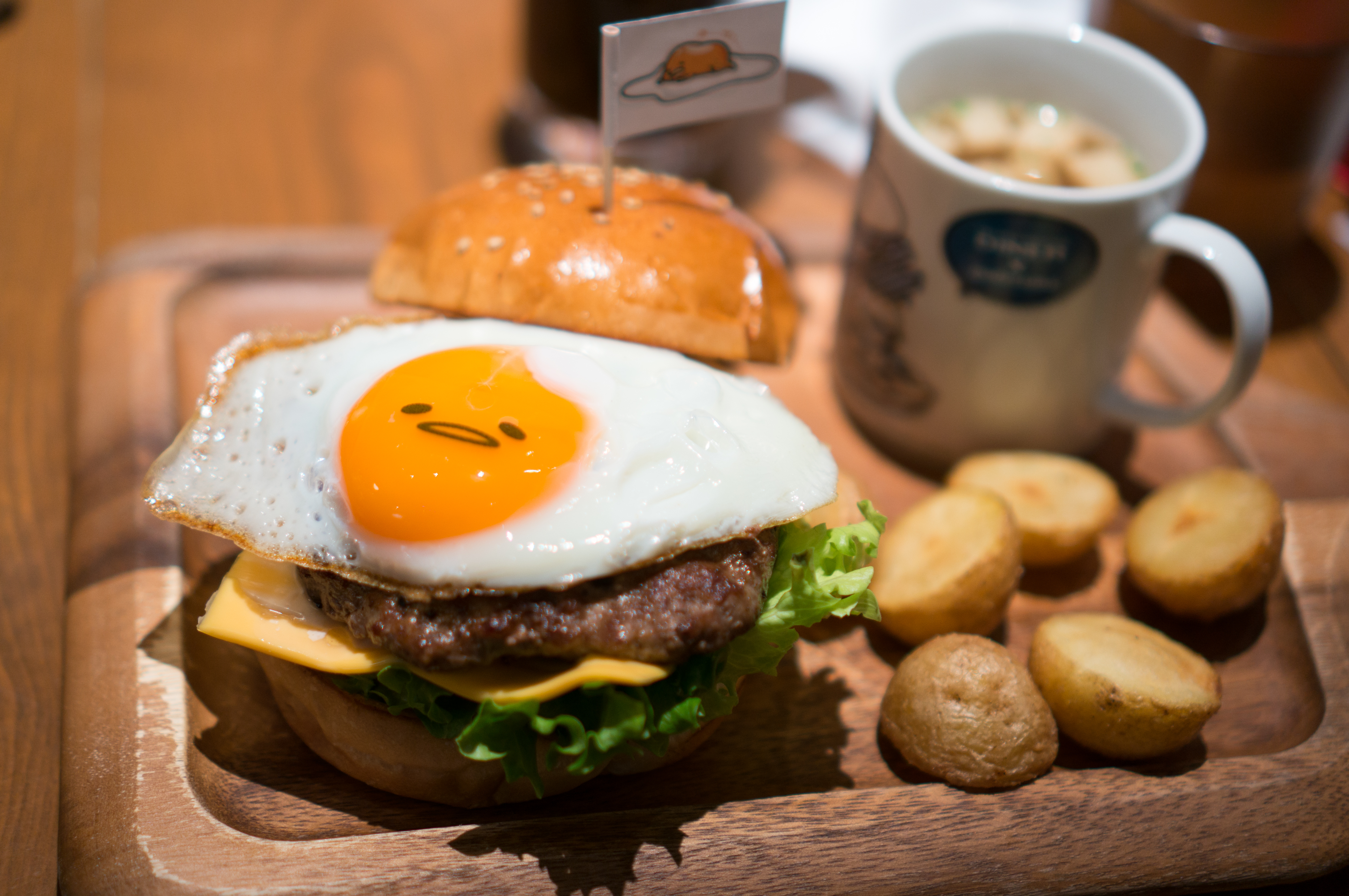
Un hamburger con l'uovo, realizzato in un ristorante a tema di Village Vanguard Diner
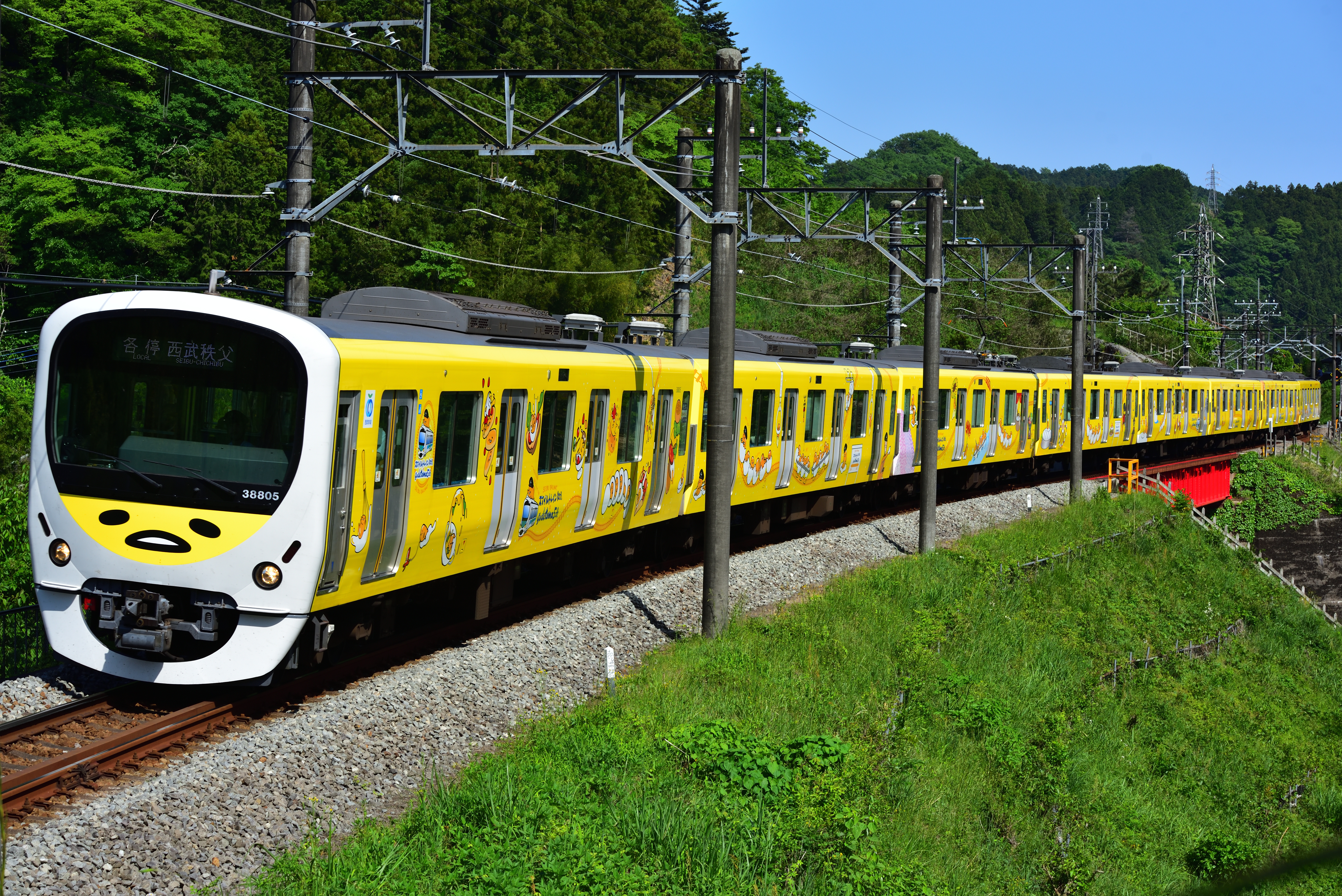
Un treno delle Ferrovie Seibu decorato con la faccia di Gudetama e dipinto di giallo
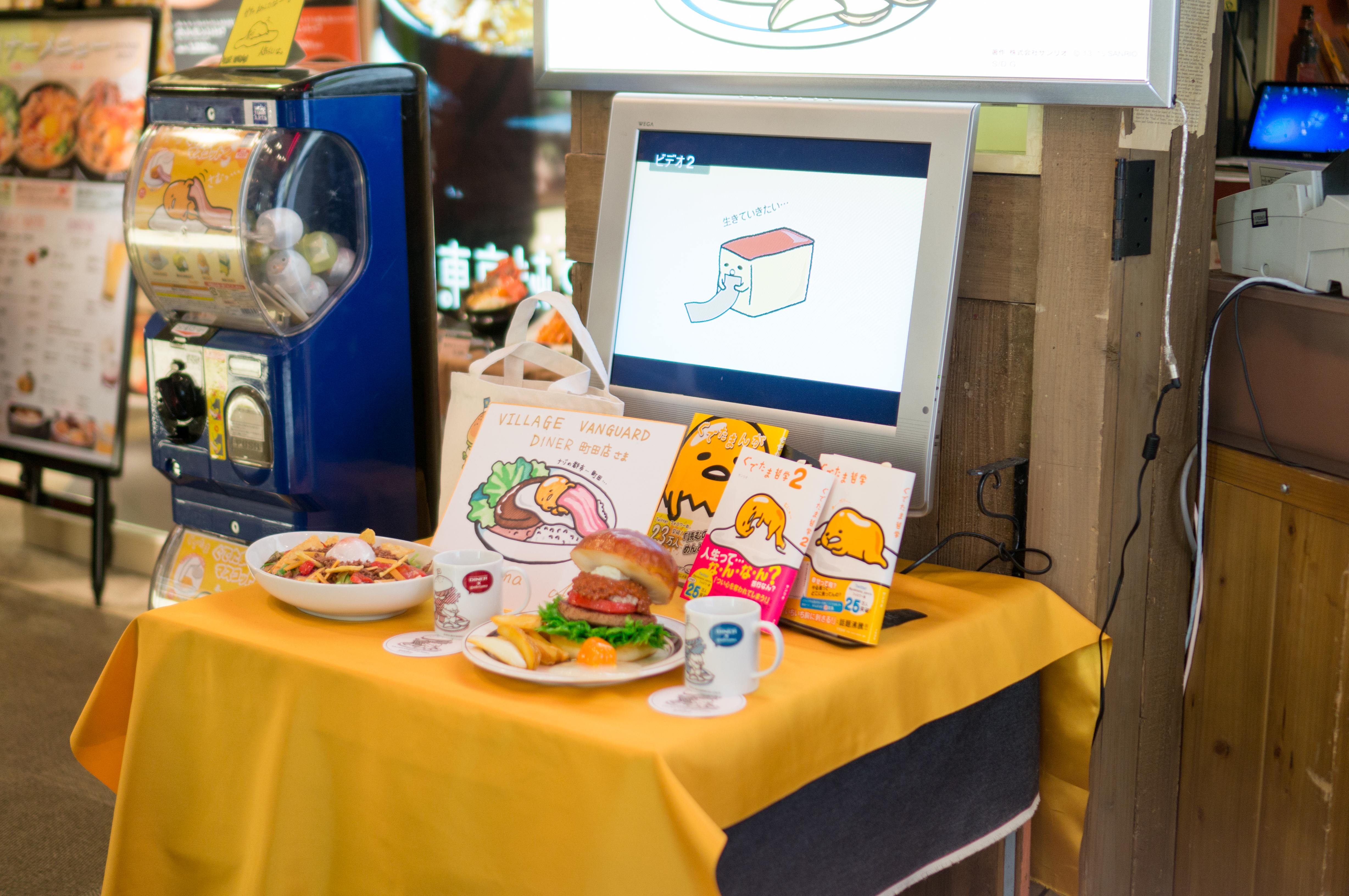
Una serie di prodotti a tema